# Nunzio Filogamo
Nunzio Filogamo, né le 20 septembre 1902 à Palerme et mort le 24 janvier 2002 à Rodello, est un acteur, chanteur et présentateur de télévision et de radio italien. 

## Biographie

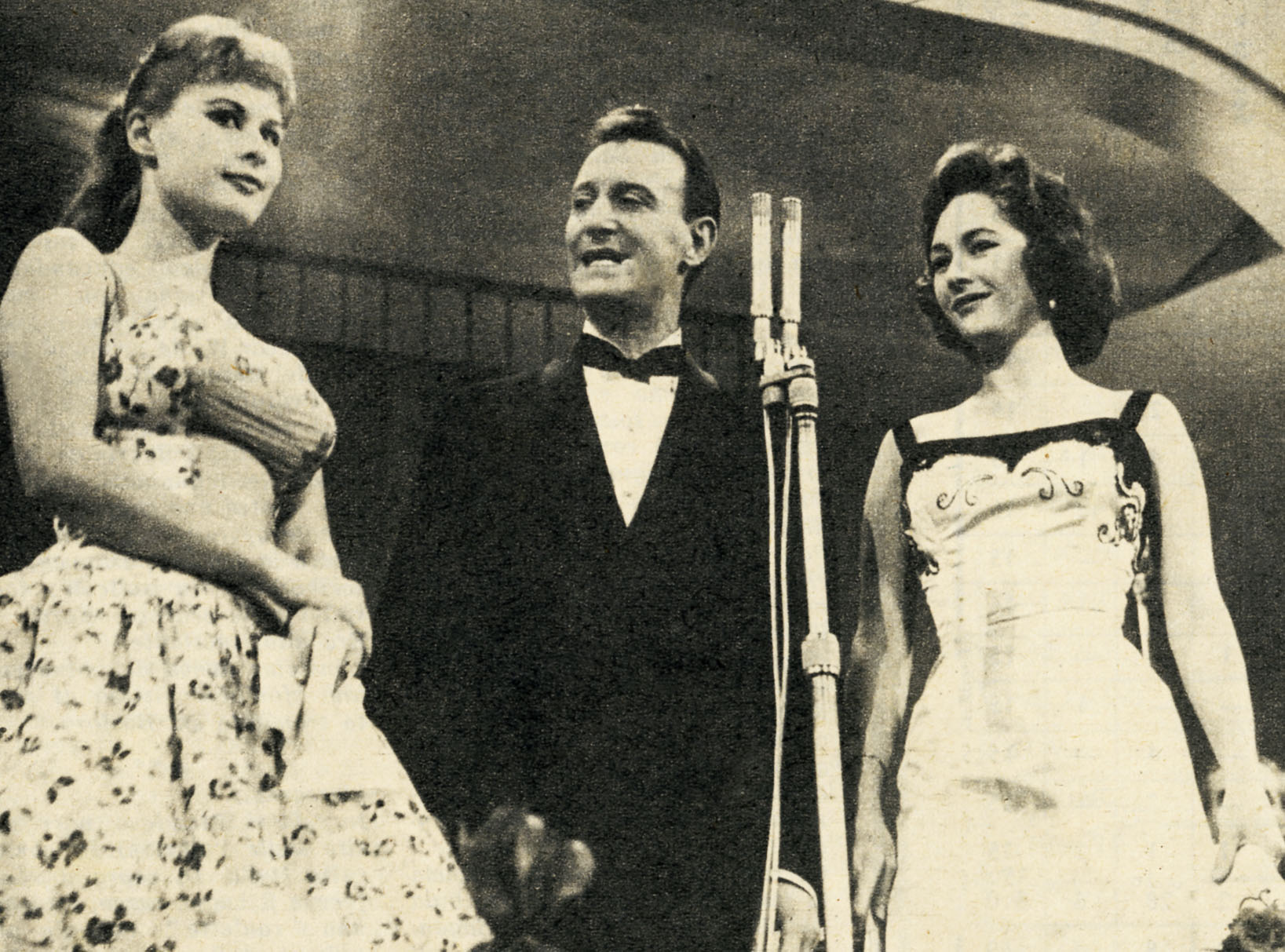
Marisa Allasio, Nunzio Filogamo et Fiorella Mari à Sanremo en 1957

Né à Palerme, Filogamo s'installe très tôt à Turin, puis étudie le droit à l'université de la Sorbonne et à l'université de Turin, où il obtient son diplôme. 
Après avoir travaillé pendant deux ans en tant qu’avocat, il commence une carrière d’acteur de théâtre et rejoint les compagnies de Dina Galli, Irma et Emma Gramatica.  En 1934, il fait ses débuts comme acteur à la radio dans l'émission de variétés I quattro moschettieri qui dure quatre ans et lui vaut une grande popularité,. 
Après le déclenchement de la Seconde Guerre mondiale, Filogamo est engagé pour organiser des spectacles destinés aux soldats et aux blessés, puis travaille comme présentateur de spectacles pour les forces alliées au Teatro dell'Opera de Rome.
La renommée de Filogamo est principalement liée au festival de musique de Sanremo, dont il a été l'hôte pendant cinq éditions, parmi lesquelles la première,,. Lors de la deuxième édition du Festival, il a inventé le fameux slogan « Chers amis, proches et lointains, bonsoir. Bonsoir où que vous soyez », qui est devenu sa marque de fabrique,,.
Après avoir animé plusieurs émissions de télévision et de radio, il prend sa retraite dans les années 1970. Au cours de sa carrière, il a également été un acteur occasionnel de cinéma et un chanteur. Parmi ses chansons les plus connues figurent Tutto va bene madama la marchesa et Povero cagnolino pechinese. 
Nunzio Filogamo est mort à 99 ans dans une maison de retraite à Rodello, dans la province de Coni.

## Filmographie
- 1933 : Non c'è bisogno di denaro (it) d'Amleto Palermi
- 1935 : Il serpente a sonagli de Raffaello Matarazzo
- 1937 : Contessa di Parma d'Alessandro Blasetti
- 1940 : Una famiglia impossibile de Carlo Ludovico Bragaglia
- 1940 : Ecco la radio! (it) de Giacomo Gentilomo
- 1941 : La vita torna de Pier Luigi Faraldo
- 1943 : C'e sempre un ma! de Luigi Zampa
- 1947 : Les beaux jours du roi Murat de Théophile Pathé
- 1947 : Come persi la guerra de Carlo Borghesio
- 1949 : Adamo ed Eva de Mario Mattoli
- 1949 : Come scopersi l'America (it) de Carlo Borghesio
- 1950 : Il vedovo allegro de Mario Mattoli
- 1951 : Il microfono è vostro (it) de Giuseppe Bennati
- 1951 : Miracolo a Viggiù (it) de Luigi Giachino (it)
- 1951 : I due sergenti (it) de Carlo Alberto Chiesa (it)
- 1952 : Pentimento (it) d'Enzo Di Gianni
- 1963 : Urlo contro melodia nel Cantagiro '63 (it) d'Arturo Gemmiti (it)
- 1965 : La guerra dei topless d'Enzo Di Gianni